# Elieser Schostak

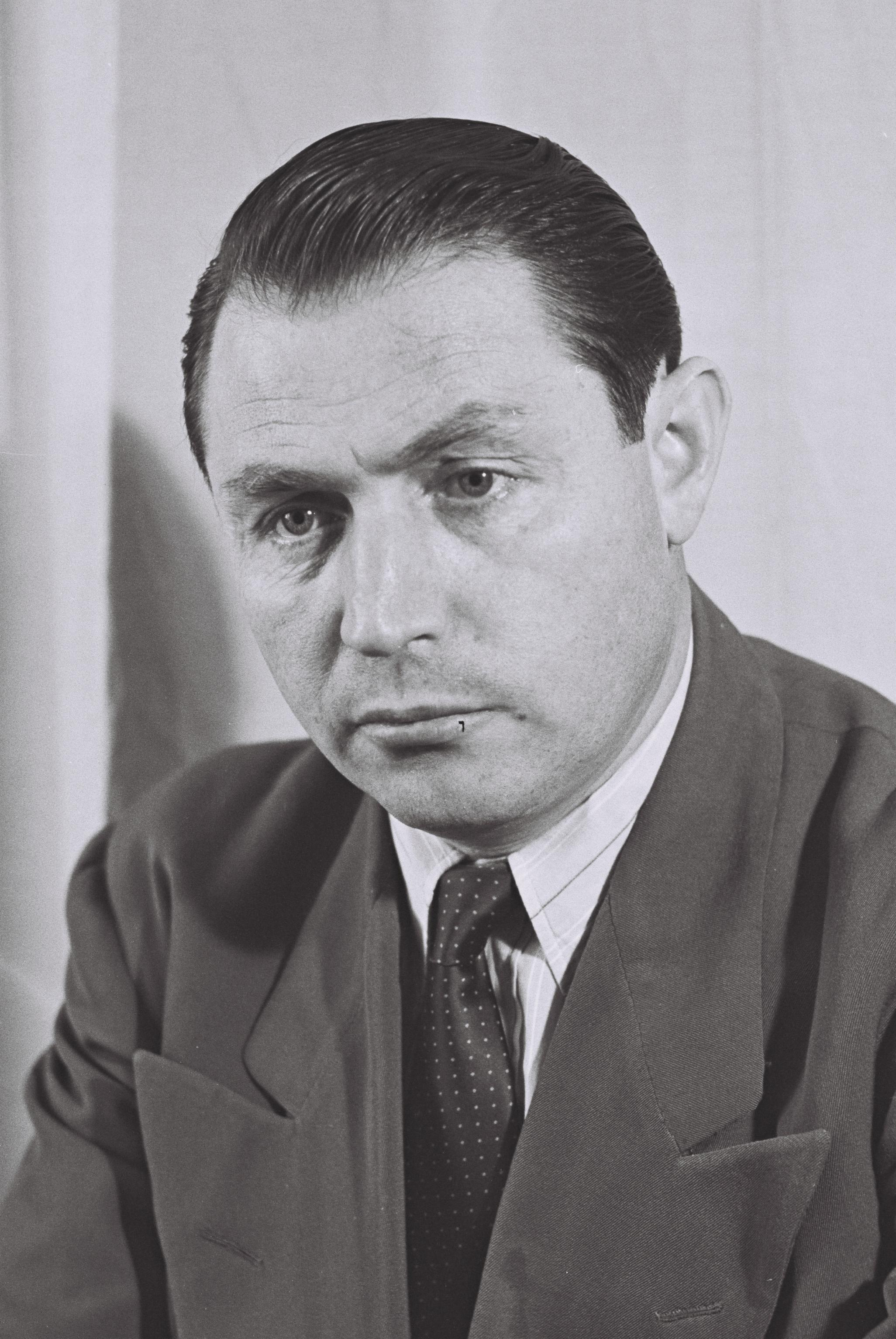
Eliezer Shostak, (1951)

Elieser Schostak (hebräisch אליעזר שוסטק; * 16. Dezember 1911 in Wolodymyrez (Russisches Kaiserreich); † 20. August 2001 in Ramat Gan) war ein israelischer Politiker.

## Leben
Schostak wurde im russischen Kaiserreich geboren, wo er sich im Jahre 1930 der Betarbewegung anschloss. 1935 wanderte er in das Völkerbundsmandat für Palästina ein. Dort war er zunächst in einer Arbeiterbrigade der Betar und wurde 1936 zum Sekretär der National Workers Labour Federation gewählt. Er wurde Mitglied des Zentralkomitees der rechten Hatzohar saß in dessen nationalen Exekutivrat. Dann wurde er Mitglied der von Menachem Begin geleiteten Cherutbewegung. 1966 stellte er sich in parteiinternen Machtkämpfen gegen Begin und verlor.
Im November 1951 wurde Schostak Nachfolger von Ya’akov Meridor (1913–1995) als Knessetabgeordneter und blieb Mitglied bis 1988. Zudem war er vom 20. Juni 1977 bis 13. September 1984 israelischer Gesundheitsminister. Begraben wurde er auf dem Nachalat-Jitzchaq-Friedhof in Givʿatajim.